# Kanton Mont-de-Marsan-2
Mont-de-Marsan-2 is een kanton van het Franse departement Landes. Het kanton maakt deel uit van het arrondissement Mont-de-Marsan. Het is 183 km² groot en telde  28.221 inwoners in 2019.
Het werd opgericht bij decreet van 18 februari 2014 en is effectief na de departementale verkiezingen op 22 maart 2015. Het omvat 8 gemeenten van het voormalige kanton Mont-de-Marsan-Sud en een deel van Mont-de-Marsan. 

## Gemeenten
Het kanton Mont-de-Marsan-2 omvat de volgende gemeenten:
- Benquet
- Bougue
- Bretagne-de-Marsan
- Campagne
- Laglorieuse
- Mazerolles
- Mont-de-Marsan (deels, hoofdplaats)
- Saint-Perdon
- Saint-Pierre-du-Mont